# Tawfiq al-Hakim
Tawfiq al-Hakim (àrab: توفيق الحكيم, Tawfīq al-Ḥakīm) (Alexandria, 9 d'octubre de 1897 - el Caire, 26 de juliol de 1987) fou un destacat escriptor egipci. És un dels pioners de la novel·la i del teatre àrabs moderns. L'acollida de la seva enorme producció teatral és representativa dels problemes que ha enfrontat el gènere dramàtic egipci, ja que l'autor es va esforçar per adaptar les seves complexes formes de comunicació a la societat egípcia.

## Biografia
Tawfiq al-Hakim va néixer a Alexandria l'any 1897, encara que segons els doctors Ismail Adham i Ibrahim Naaji en el seu estudi sobre l'autor, ells estableixen l'any 1903 com l'any del seu naixement. El seu pare, egipci d'origen rural, era terratinent i treballava en el camp de la magistratura i la seva mare era filla d'un oficial de l'exèrcit turc. Tawfiq al-Hakim va començar els estudis primaris a l'edat de set anys i els acabà el 1915. Més tard, es va traslladar, juntament amb el seu pare, a la província de Buhayra, on va iniciar els estudis secundaris. Va completar i acabar els estudis secundaris al Caire sota la tutela dels seus oncles. Amb ells, va participar en les manifestacions del 1919 contra el domini britànic, fet que el portà a la presó. Un any més tard, va ser traslladat a un hospital militar gràcies a la mediació del seu pare. En aquell mateix any, 1920, s'incorpora de nou als estudis de batxillerat i els acaba l'any 1921, i entra a la Facultat de Dret, on es va llicenciar l'any 1925. En aquest mateix any, comença a treballar en un prestigiós despatx d'advocats. Per contactes familiars, va aconseguir anar a París a completar els estudis de dret i va tornar a la Universitat d'Egipte per finalitzar el doctorat el 1928.
Durant la seva estada a París, va freqüentar les sales de teatre i de cinema, i gràcies a aquestes influències va adquirir una àmplia cultura literària i artística universal, especialment grega i francesa. La seva passió pel teatre el va fer descuidar els estudis de dret per centrar-se plenament en la literatura.
L'any 1930, començà a treballar d'ajudant del fiscal general en diversos tribunals d'Alexandria. Després, va treballar per al Ministeri de Ciències i, més tard, va esdevenir director del Departament de Música i Teatre del Ministeri.
A partir d'aquí, va ocupar diversos càrrecs oficials, com ara director de la Casa del Llibre, membre de l'Acadèmia de la Llengua, o membre del Comitè Superior per a les Arts i la Literatura. Finalment, va acabar sent el representant d'Egipte en la UNESCO.
L'any 1960, va tornar al Comitè Superior per a les Arts i la Literatura, al mateix temps que treballava com a conseller delegat al diari al-Ahram i després com a membre del Comitè de Direcció.

## Teatre egipci abans de Tawfiq al-Hakim
El teatre àrab modern comença a desenvolupar-se a Egipte cap al segle xix, imitant obres europees; però a partir del segle xx es perfila un estil característic sota el guiatge de Tawfiq al-Hakim. Ja hi havia hagut precedents del teatre textual, que seria impulsat per primera vegada per un dels grans literats d'Egipte i pioner del gènere dramàtic al país, Ahmed Shawqi. Shawqi; durant els seus últims anys, va escriure una sèrie de drames en vers amb temes trets de la història egípcia i islàmica, entre els quals s'inclouen Masraa 'Kliyubatra (1929), Majnun wa Layla (1931), Amirat al-Andalus (1932), i Ali Bey al-Kabir.
En canvi, entre la tradició popular de comèdies absurdes i melodrames i la interpretació d'obres dramàtiques europees, hi havia un buit d'una tradició pròpia encara per desenvolupar-se. Segons Sarun, "al-Hakim va ser el primer, en la història de la literatura àrab, que va imprimir les seves peces teatrals abans de ser representades i va crear un públic lector que no tenia cap mena de relació amb el teatre". Així doncs, ja existia un tipus de teatre popular a Egipte que, gràcies al treball d'al-Hakim, adquiriria millors qualitats estètiques i artístiques.
La producció escrita d'al-Hakim s'inicia al voltant dels anys vint. En concret, pot fixar-se cap al 1919 o 1920, si s'atén els texts perduts, o cap al 1923, amb precisió, si es té en compte la seva primera obra realment coneguda: al-Mar'a al-jadida ('La dona nova'). De qualsevol manera, el que sí que pot admetre's és una duració aproximada de trenta anys, fins a 1952-53. Durant aquest període, al-Hakim va produir al voltant de cinquanta obres dels gèneres més variats, totes àmpliament comentades, analitzades i criticades, i que presenten unes característiques molt definides des del principi. La seva feina intensa i prolífica l'eleva a la categoria de mestre indiscutible en el seu àmbit, el teatre, dins de la literatura neoàrab.
En l'etapa posterior, que va des de 1952-53 cap endavant, no va disminuir en absolut el ritme de producció, de manera que aquest període conté més d'una trentena de títols. Tanmateix, la frontera entre els gèneres narratiu i teatral no es produeix de manera excloent, sinó que sovint apareix, com en Naguib Mahfuz, un escriptor egipci contemporani de gran importància, un gènere híbrid o intermedi: la mariwaya (o nova comèdia), gènere del qual la peça Bank al-qalaq ('El banc de la inquietud') és el principal exponent. L'obra teatral d'al-Hakim tenia una gran acceptació per part de la crítica contemporània i era vista, en canvi, antiquada i llunyana dels problemes reals de la gent per alguns dels escriptors de generacions posteriors. Segons Abd al-Sabur, "la qüestió no és si es tracta d'un teatre intel·lectual o no, sinó que resideix en l'evident escissió que es produeix entre el teatre de Tawfiq al-Hakim i el públic àrab contemporani". Aquest autor assenyala també algunes deficiències d'estructura i composició que poden trobar-se al llarg de tota la seva obra, analitzades minuciosament per la crítica àrab més recent. En qualsevol cas, ha suscitat polèmica i ha sabut mantenir-se vigent per igual.

## Obra
La publicació Ahl el-Kahf (La gent de la cova, 1933) va ser un esdeveniment important en el drama egipci. La història de "la gent de la cova que es troba a la divuitena sura de l'Alcorà", tracta de la història dels set dorments d'Efes que amb la finalitat d'escapar de la persecució romana dels cristians, es refugien en una cova, dormint durant tres-cents anys i es desperten en una era completament diferent sense adonar-se'n. En el seu ús de temes generals: renaixement en un nou món i una predilecció per tornar al passat, l'obra d'al-Hakim, òbviament, toca alguns dels temes culturals amplis que eren de gran preocupació per als intel·lectuals de l'època i, a causa de la gravetat evident de l'obra de propòsit, la majoria dels crítics han preferit destacar les característiques esmentades.
Al cap d'un any, al-Hakim va produir un altre gran treball, Shahrazad (Scheherazade, 1934). Mentre que el personatge principal és, per descomptat, el narrat a la col·lecció de Les mil i una nits, ell la situa després d'haver explicat tots els contes. Guarit de la seva ira feroç contra el sexe femení pel virtuosisme narratiu de la dona que ara és la seva esposa, el rei Shahrayar abandona les seves formes anteriors i s'embarca en un viatge a la recerca del coneixement, només per descobrir-se a si mateix atrapat en un dilema l'atenció del qual així mateix és Shahrazad; per un enllaç amb l'antiga dea, Isis, Shahrazad emergeix com l'últim misteri, la font de la vida i el coneixement.
Quan es va formar la Companyia Nacional de Teatre el 1935 a Egipte, la primera producció que munta va ser La gent de la cova. Els resultats no van ser-ne un èxit: d'una banda, les audiències semblaven impressionades per una actuació en la qual l'acció en l'escenari era molt limitada en comparació als tipus més populars de drama. Va ser aquest tipus de problemes en l'àmbit de la producció i la recepció, que semblen haver portat al-Hakim a utilitzar alguns dels prefacis per al desenvolupament de la noció de les seves obres com théâtre des idées, treballa per a la lectura en comptes de per al rendiment. No obstant això, malgrat les controvèrsies crítiques, ell va continuar escrivint obres de teatre amb temes filosòfics extrets de diverses fonts culturals: Pygmalion (1942), una interessant mescla de les llegendes de Pygmalion i Narcís; Sulayman al-Hakim ('Salomó el Savi', 1943), i El-Malik Udib (Èdip rei, 1949).
Algunes de les frustracions d'al-Hakim amb l'aspecte de rendiment van ser desviades per una invitació el 1945 per escriure una sèrie d'obres curtes per a la seva publicació en forma d'article en el diari. Aquests treballs van ser reunits en dues col·leccions, Masrah el-Mugtama (Teatre de la societat, 1950) i el-el Masrah Munawwa (Teatre miscel·lània, 1956). La més memorable d'aquestes obres és Ughneyyet el-Mawt (Death Song), una obra d'un acte que amb economia magistral descriu l'atmosfera carregada a l'Alt Egipte de com una família espera el retorn del fill major, un estudiant al Caire, amb el fi de dur a terme un assassinat en resposta a les expectatives d'una venjança de sang.
La resposta d'al-Hakim a les transformacions socials provocades per la revolució de 1952, que més tard va criticar, va ser l'obra de teatre El Aydi El Na'mah (Mans suaus, 1954). Les "mans suaus" del títol es refereixen a les d'un príncep de l'antiga família reial que es troba sense un paper significatiu en la nova societat, una posició en la qual se li uneix un jove acadèmic que acaba de terminar d'escriure una tesi doctoral sobre els usos de la preposició àrab hatta. L'obra explora d'una manera divertida, però més aviat, òbviament, didàctica, la moda, les formes que aquests dos individus aparentment inútils estableixen sobre la identificació de rols per a si mateixos en el nou context socialista.
Encara que aquest joc pot no tenir subtilesa, il·lustra clarament el context del desenvolupament d'al-Hakim com a dramaturg en la forma en què ell havia desenvolupat la seva tècnica amb la finalitat d'abordar temes d'interès contemporani, sobretot amb una vinculació més estreta entre l'estimulació del diàleg i les accions en l'escenari. La seva obra va ser la base d'una pel·lícula egípcia popular del mateix nom, protagonitzada per Ahmed Mazhar.
El 1960, al-Hakim va voler proporcionar una millor il·lustració d'aquest desenvolupament, amb una altra obra ambientada en un període anterior de la història d'Egipte, El soldà El-Ha'er (The Sultan Perplexs). L'obra explora d'una manera més eficaç la qüestió de la legitimació del poder. Un soldà mameluc en l'apogeu del seu poder, de sobte s'enfronta amb el fet que mai s'ha emancipat i que per tant no és elegit per a ser governant. El 1960, quan es va publicar aquesta obra, part de l'eufòria inicial i de l'esperança generada pel mateix règim Nasserist (expressió donada en El Aydi El Na'mah), havia començat a esvair-se. El poble egipci es va trobar enfrontant-se a algunes realitats desagradables: l'ús de la policia secreta per a aixafar l'opinió pública, i el culte a la personalitat que envolta la figura de Gamal Abdel Nasser. En aquest context històric, l'obra d'al-Hakim es pot considerar una declaració valenta de la necessitat que fins i tot el més poderós s'ha d'adherir a les lleis del país i, específicament, una súplica al règim militar en el poder per evitar l'ús de la violència i de buscar legitimitat amb l'aplicació de la llei.

## Estil d'escriptura
Tawfiq al-Hakim en les seves obres mescla la realitat amb el simbolisme, caracteritzat per la imaginació i la profunditat sense complexos. Les seves obres teatrals es caracteritzen per aquesta tendència que inaugura l'autor. Els símbols que apareixen en les obres d'al-Hakim es distingeixen per ser clars i identificables, ja que no exagera el misteri que n'hi ha al voltant, i per tant, se'n fa fàcil la interpretació. L'estil d'escriptura que utilitza Tawfiq al-Hakim destaca per la precisió i la capacitat de construir una imatge i transmetre-la, ja que descriu en petites frases el que altres no transmeten en pàgines. En moltes de les seves obres hi ha un diàleg entre Occident i Orient, i entre el sentiment i la intel·ligència. Les seves primeres obres de teatre tenen un missatge social i van ser molt populars.
L'obra de Tawfiq al-Hakim ha passat per tres etapes:

### Primera etapa
Abraça el primer període de la seva experiència en l'escriptura, una expressió que estava marcada per la confusió. En aquesta etapa, va escriure les obres teatrals  Ahl al-kaht (literalment, La gent de la cova), Awdat ar-ruh (El retorn de l'ànima) i Qisat usfur mena sharq (Història d'un ocell d'Orient).

### Segona etapa
En aquesta etapa, intenta treballar sobre la compatibilitat de termes amb el significat, i trobar la congruència entre els significats en el seu món mental i els termes que ho expressen en la llengua. Va escriure les obres teatrals Sharazad, Al-khuruz mena janna (Sortida del paradís), Resasa fil-qalb (Una bala en el cor), i Azamar (El flautista).

### Tercera etapa
És l'etapa del desenvolupament de l'escriptura que reflecteix la seva capacitat de formular idees i significats en una bona imatge. Durant aquesta etapa, van aparèixer les següents obres: Sir al-Montahira (Secret de la suïcida), Nahr aljunun (El riu dels dimonis), Braksa i Sultan a-Dalam (El soldà de l'obscuritat).

## Teatre
Malgrat la producció teatral de Tawfiq al-Hakim, que el converteix en el principal dels escriptors teatrals àrabs, va escriure poques obres teatrals que es poden interpretar com que es van escriure per ser llegides i perquè el lector descobreixi amb l'escriptura un món de signes i símbols que reflecteixen la realitat i proporcionen una visió crítica de la vida i de la societat. Està disposat a confirmar aquesta realitat en molts treballs i a explicar la dificultat de representar les seves obres de teatre en un escenari: "Avui duc a terme el meu teatre dins de la ment i faig dels actors pensaments que es mouen en significats vestits de símbols. Per això, la diferència que hi ha entre l'escenari i el meu jo ha augmentat, i sóc capaç de transmetre'ls a la gent amb l'escriptura".
La importància de Tawfiq al-Hakim no es deu únicament al fet de ser l'autor de la primera obra teatral amb molts crítics moderns. L'obra teatral es titula Ahl al-kahf, i l'autor de la primera novel·la moderna que es titula Awdat al-roh, que es van publicar l'any 1932, sinó que la seva importància es deu també a ser el primer autor creatiu de treballs que han estat inspirats en assumptes patrimonials de la cultura egípcia de diverses èpoques històriques, sigui de la cultura faraònica, de la romànica, de la copta o de la islàmica, i també va crear els seus personatges i els temes dels seus treballs, de la realitat social, política i cultural contemporània de la seva nació.

## Ideologia
Tot i amb la preferència de Tawfiq al-Hakim pel liberalisme i el patriotisme, va ser un independent en l'àmbit intel·lectual i artístic, i no es va vincular a cap partit polític en la seva vida abans de la revolució. Quan aquesta va començar el juliol de 1952, s'hi va associar i hi va donar suport, però al mateix temps era un crític de la dictadura no democràtica per la qual es va caracteritzar la revolució des dels seus inicis. També va adoptar diferents qüestions nacionals i socials, i va procurar demostrar-ho en els seus escrits, en què es va interessar pel patriotisme, difonent la justícia, la consolidació de la democràcia i la confirmació del principi de llibertat i la igualtat.
Tot i els rumors de Tawfiq al-Hakim sobre la seva hostilitat cap a les dones, els seus escrits donen fe de tot el contrari, ja que a les dones, els va dedicar gran part de la seva literatura, en la qual en parla amb reverència i respecte, que gairebé s'aproxima a la santificació. La dona en la literatura d'al-Hakim es caracteritza per la positivitat i la interacció, i té un clar impacte en els esdeveniments de la vida. Això es mostra clarament en les obres Sharazad, Isis, Les mans suaus, El retorn de l'ànima i Història d'un ocell d'Orient.
Al-Hakim va ser conegut amb el sobrenom d'enemic de les dones i diu: "el motiu d'aquesta acusació és a causa del fet que la Sra. Hoda Shaarawy, perquè vaig criticar el seu estil de formació en la mentalitat de les dones egípcies, en especial les nenes, que les advertia de continuar en l'esclavitud i servir els homes a casa, i que són iguals a ells en tots els sentits; se'm van queixar algunes parelles de les seves filles i dones, que pensen com Shaarawy i es van rebel·lar en molts sentits, per això vaig escriure sobre això, aconsellant l'esposa moderna que com a mínim sàpiga cuinar per al seu home i que el plat més fàcil de preparar és el de patates al forn".
El 1946, al-Hakim es va casar quan treballava al Notícies del dia, i la seva dona li va donar dos fills, Isamel i Zainab.

## Publicacions
- Una bala en el cor, 1926 (teatre).
- Sortida del paradís, 1926 (teatre).
- Diari d'un fiscal rural, 1939 (novel·la) (traducció al castellà per Emilio García Gómez).
- La gent de la caverna, 1933 (teatre).
- El retorno de l'ànima, 1933 (novel·la).
- Sharazad, 1934 (teatre).
- Muhammad, el profeta, 1936 (biografia).
- Un home sense ànima, 1937 (teatre).
- Història d'un ocell d'Orient, 1938 (novel·la).
- Ash'ab, 1938 (novel·la).
- L'edat del diable, 1938 (històries filosòfiques).
- El meu burro em va dir, 1938 (històries filosòfiques).
- Braksa, 1939 (teatre).
- El ballarí del temple, 1939 (conte).
- Pigmalió, 1942.
- El savi Salomó, 1943.
- L'edifici del cep Kudrez, 1948.
- Edipo Rei, 1949.
- Les mans suaus, 1954.
- Equilibrium, 1955.
- Isis, 1955.
- El tracte, 1956.
- El soldà de l'obscuritat, 1960.
- L'escalador de l'arbre, 1966.
- El destí d'una panerola, 1966.
- Banc de l'ansietat, 1967.

## Diari d'un fiscal rural
Narra la vida d'un fiscal egipci durant la seva estada en la seva nova destinació, un poble del delta del Nil, durant el primer terç del segle xx. De sobte, apareix el cas d'un misteriós assassinat, el qual el fiscal haurà de resoldre; però, mentre ho fa, fa front al dia a dia de les seves funcions, tot rodejat de jutges, auxiliars i delegats governamentals que imparteixen la justícia amb el seu propi mètode. Un fet a destacar és que no presenta els personatges, sinó que se centra directament a explicar la història. Durant tota l'obra, es nota molt el coneixement que té l'autor de l'ofici de fiscal, pel fet que és una novel·la autobiogràfica.

## Premis
- Premi de la república el 1957.
- Premi Estatal de Literatura el 1960, l'orde de les Arts de primer grau.
- Premi del Nil el 1975.
- Doctorat honorari de l'Acadèmia d'Arts el 1975.
- El seu nom va ser posat a una companyia teatral: *Masrah al-*Hakim (en àrab: مسرح الحكيم) l'any 1964 fins a l'any 1972.